# Bekdorf
Bekdorf (niederdeutsch: Beekdörp) ist eine Gemeinde im Kreis Steinburg in Schleswig-Holstein.

## Geografie

### Geografische Lage
Das Gemeindegebiet von Bekdorf erstreckt sich in der zum Naturraum Holsteinische Elbmarschen (Haupteinheit Nr. 671) zählenden Wilstermarsch. Der östliche Rand des Gemeindegebiets markiert die Bekau.

### Ortsteile
Neben dem für die Gemeinde namenstiftenden Wohnplatz, ein Dorf, befindet sich ebenfalls die Hofsiedlung Bekdorferriep im Gemeindegebiet.

### Nachbargemeinden
Unmittelbar angrenzende Gemeindegebiete von Bekdorf sind:
|           | Krummendiek                                 | Oldendorf |
| Landrecht | Kompassrose, die auf Nachbargemeinden zeigt |           |
|           | Stördorf                                    | Bekmünde  |

## Geschichte
Bekdorf wurde 1247 erstmals urkundlich erwähnt.
An der Brücke über die Bekau kam es 1657 während des Schwedisch-Polnischen Kriegs zu einem Kampf zwischen den Dänen und Schweden.

## Politik

### Gemeindevertretung
Bei der Kommunalwahl am 14. Mai 2023 wurden insgesamt neun Sitze vergeben. Diese fielen erneut alle an die Kommunale Wählervereinigung für Bekdorf. Die Wahlbeteiligung betrug 66,2 %.

## Wappen
Das „Wappen“ der Gemeinde ist heraldisch nicht beschreibbar und somit kein Wappen im eigentlichen Sinne, sondern den Bildsiegeln zuzuordnen. Es wurde nach dem Zweiten Weltkrieg in Ermangelung von Dienstsiegeln, die frei von nationalsozialistischen und kaiserlichen Symbolen sind, von der Gemeinde gewählt und wird heute noch verwendet.
Die Beschreibung in der Hauptsatzung der Gemeinde lautet: „Das Wappen der Gemeinde Bekdorf zeigt auf silbernen Grund drei Bauernhäuser, schwarz und rot, im blauen Wasser ein silbernes Nesselblatt, darüber eine grüne Deichkante.“

## Verkehr
Bekdorf liegt an der Bundesstraße 5 und der Marschbahn zwischen Wilster und Itzehoe. Die Bahnhöfe Wilster und Itzehoe sind die nächsten Stationen des Schienenpersonennahverkehrs im Nahverkehrsverbund Schleswig-Holstein. Buslinien binden Bekdorf werktags nach Itzehoe und Brunsbüttel an.

## Bilder

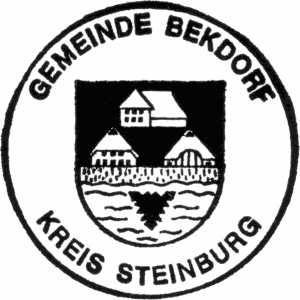
Siegel der Gemeinde Bekdorf
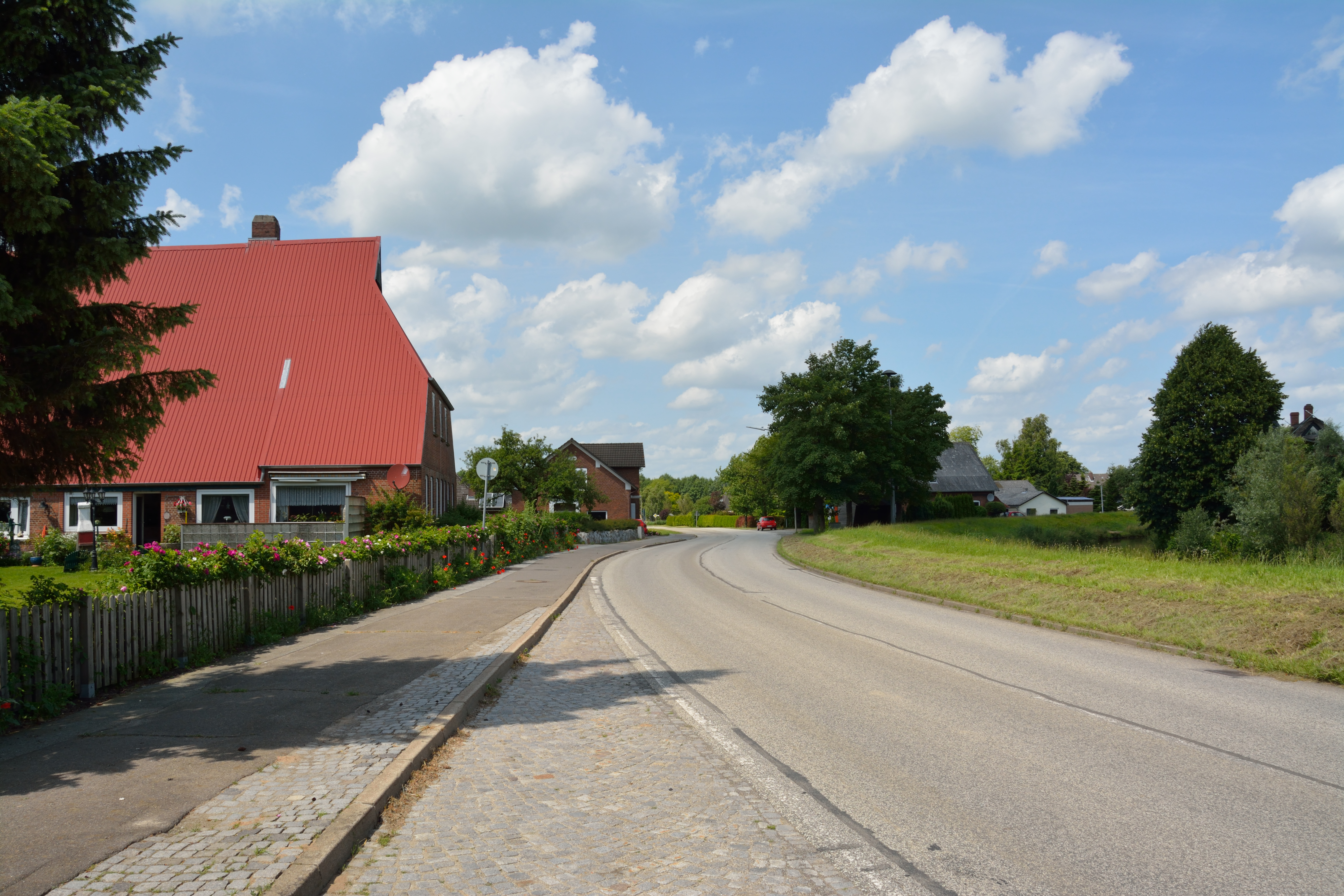
Hauptstraße
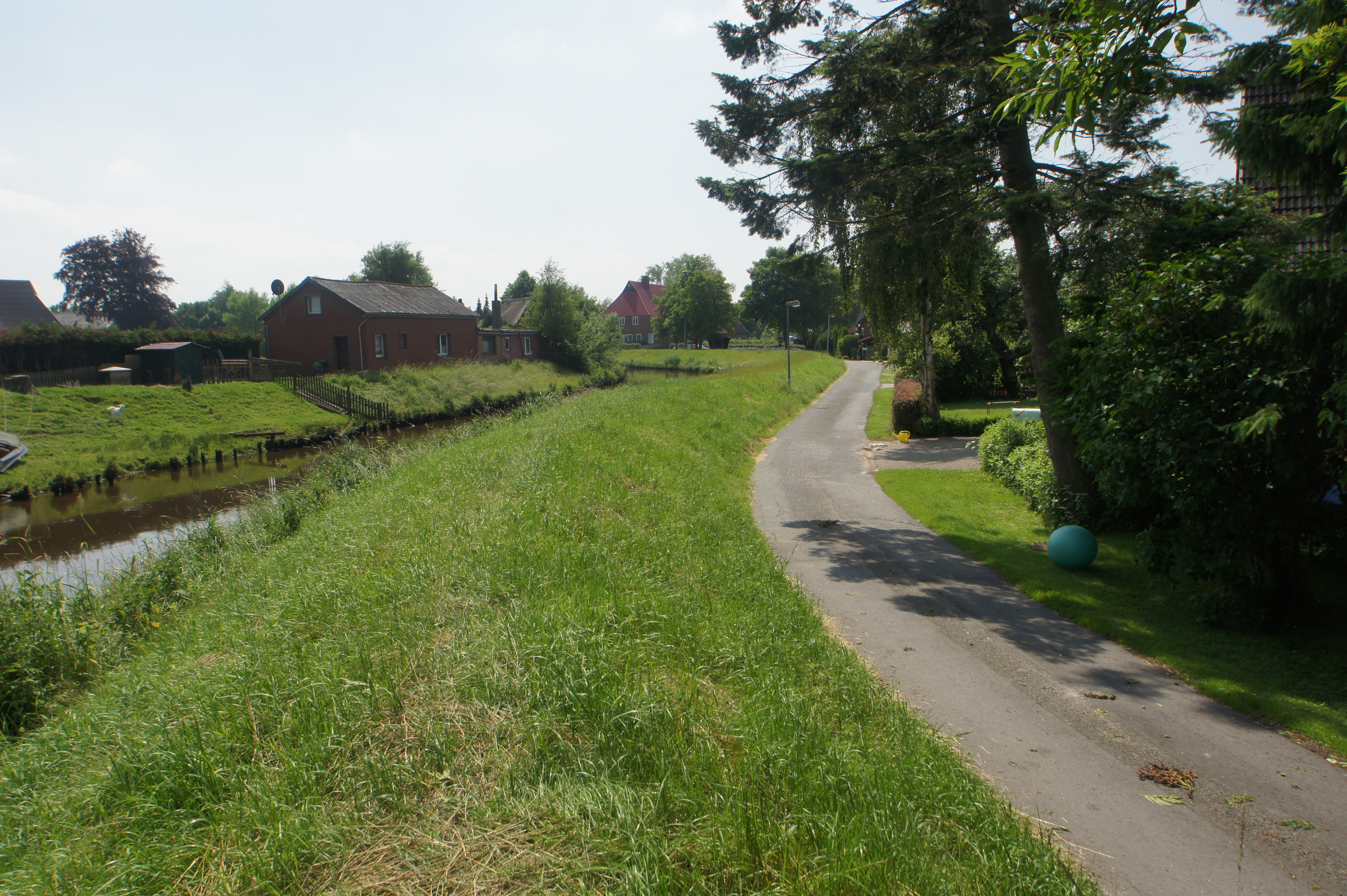
Die Bekau in Bekdorf
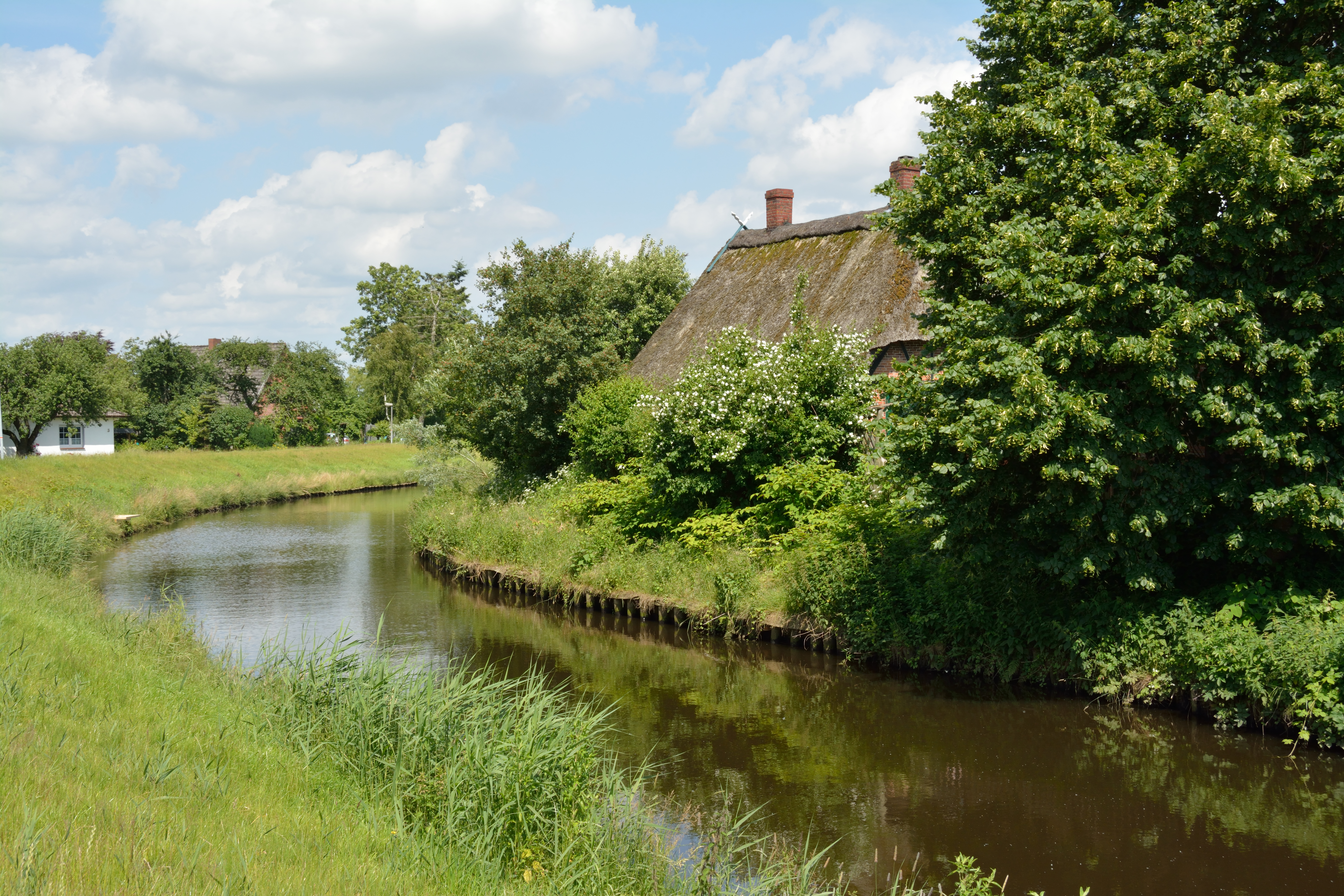
Die Bekau